# سالومون أوباما
سالومون أوباما (Salomón Obama) لاعب كرة قدم من غينيا الإستوائية من مواليد 4 فبراير 2000.

## روابط خارجية
- سالومون أوباما على موقع الاتحاد الأوربي (الإنجليزية)
- سالومون أوباما على موقع قاعدة بيانات كرة القدم.إي يو (الإنجليزية)
- سالومون أوباما على موقع ناشيونال فوتبول تيمز (الإنجليزية)
- سالومون أوباما على موقع Soccerway.com (الإنجليزية)